# Rhodospirillaceae
Famille
Genres de rang inférieur
- Azospirillum
- Caenispirillum
- Constrictibacter
- Dechlorospirillum
- Defluviicoccus
- Desertibacter
- Dongia
- Elstera
- Candidatus Endolissoclinum
- Ferrovibrio
- Fodinicurvata
- Inquilinus
- Insolitispirillum
- Limimonas
- Magnetospira
- Magnetospirillum
- Magnetovibrio
- Marispirillum
- Nisaea
- Novispirillum
- Oceanibaculum
- Pelagibius
- Phaeospirillum
- Phaeovibrio
- Rhodocista
- Rhodospira
- Rhodospirillum
- Rhodovibrio
- Roseospira
- Skermanella
- Telmatospirillum
- Thalassospira
- Tistlia
- Tistrella

Rhodospirillaceae est une famille de bactéries de la classe des alphaprotéobactéries. La majorité d'entre elles sont des bactéries pourpres photosynthétiques non sulfureuses. Cette famille comprenait à l'origine toutes les bactéries pourpres non sulfureuses.